# خوسيه سريزويلا
خوسيه سريزويلا (بالإسبانية: José Serrizuela)‏ (مواليد 10 يونيو 1962) هو لاعب كرة قدم. يلعب مع منتخب الأرجنتين لكرة القدم. سبق له أن لعب في كأس العالم لكرة القدم مع منتخب بلاده.

## روابط خارجية
- خوسيه سريزويلا على موقع الاتحاد الدولي (مؤرشف)  (الإنجليزية)
- خوسيه سريزويلا على موقع قاعدة بيانات كرة القدم.إي يو (الإنجليزية)
- خوسيه سريزويلا على موقع ليكيب (الفرنسية)
- خوسيه سريزويلا على موقع ناشيونال فوتبول تيمز (الإنجليزية)
- خوسيه سريزويلا على موقع Soccerway.com (الإنجليزية)
- خوسيه سريزويلا على موقع عالم كرة القدم.نت (الإنجليزية)